# Marcel Coderch i Collell
Marcel Coderch i Collell (Olot, 1953) és un enginyer de telecomunicacions català. És expert en qüestions energètiques, sostenibilitat i creixement econòmic. Llicenciat a la Universitat Politècnica de Catalunya, Màster i Doctor en Enginyeria Elèctrica i Ciències Informàtiques per l'Institut Tecnològic de Massachusetts. És professor de la UPC i de la Barcelona Graduate School of Economics. Des del 2006 és vicepresident de la Comissió del Mercat de les Telecomunicacions. Milita a ERC.